# Johann Wilhelm von Archenholz

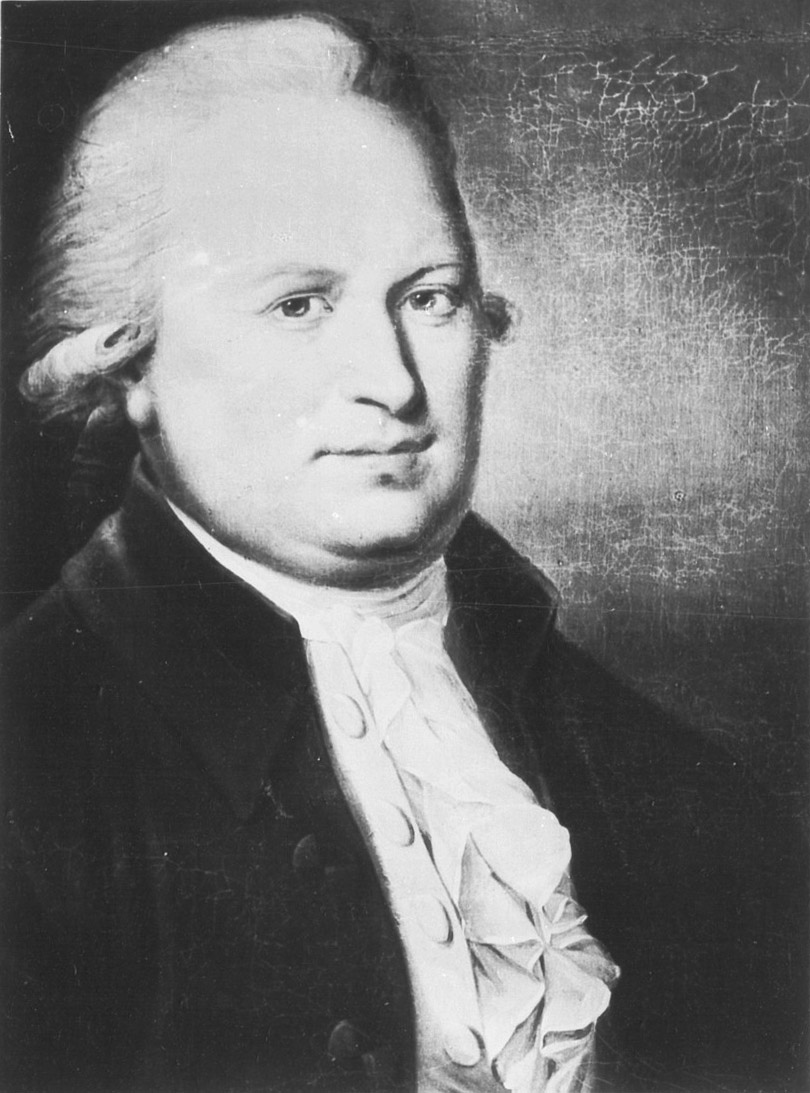
Johann Wilhelm von Archenholz

Johann Wilhelm von Archenholz, född 3 september 1741 i Langfuhr vid Danzig, död 28 februari 1812 i Öjendorf vid Hamburg, var en tysk friherre, officer och skriftställare.

## Biografi

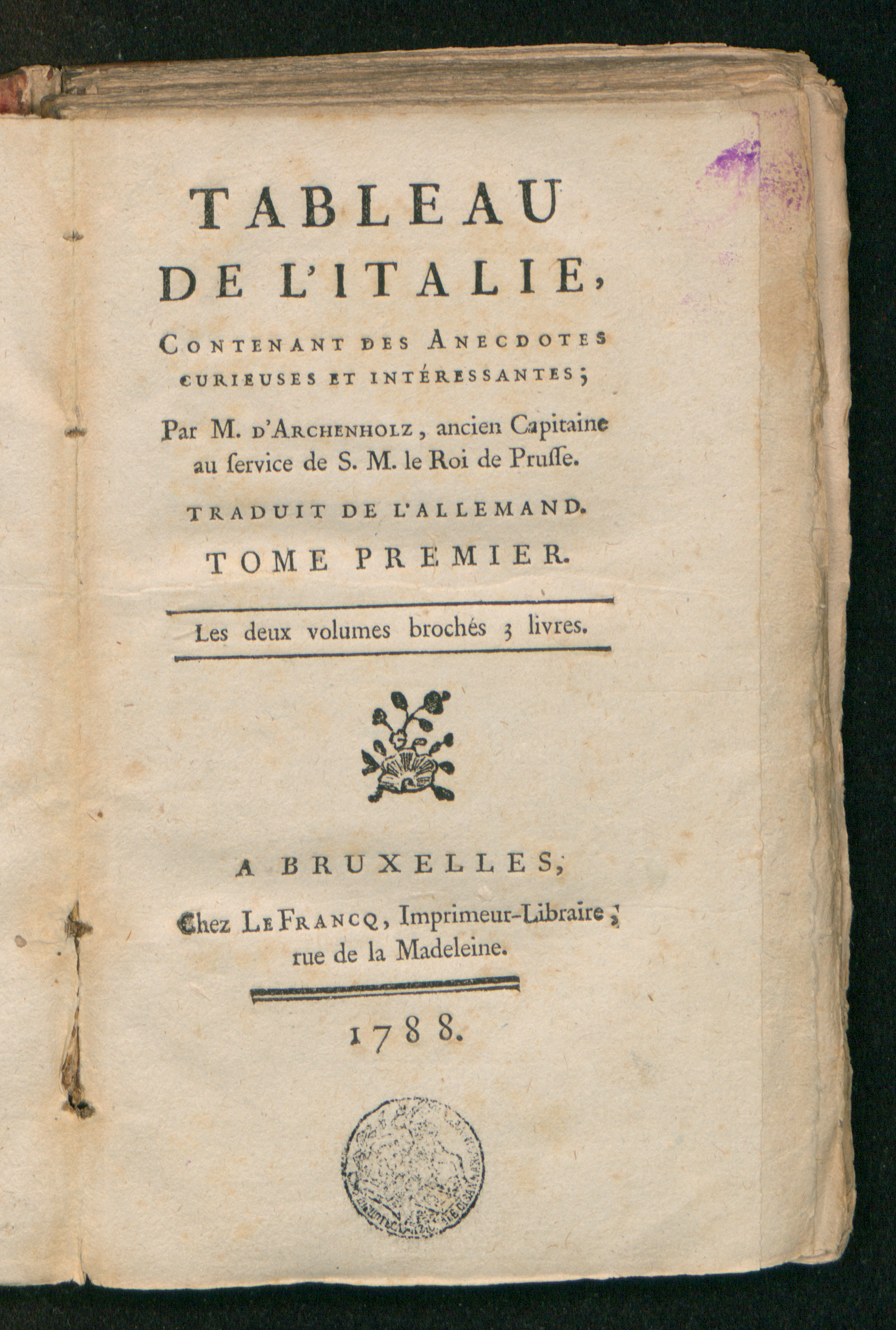
Tableau de l'Italie (Italien), 1788

Archenholz inträdde 1760 som officer i preussiska armén, erhöll under sjuårskriget avsked på grund av sina skador, tillbringade därefter 16 år på utländska resor och slog sig slutligen ner i norra Tyskland, där han uppehöll sig med författarskap. Bland hans förnämsta arbeten kan nämnas England und Italien (1785), Geschichte des Siebenjährigen Krieges (1793, 13:e upplagan 1892) samt Geschichte Gustav Wasa's (1801). Han lade grunden till sitt litterära rykte genom tidskriften "Literatur- und Völkerkunde" (Leipzig 1782-91) och utgav från 1792 i Hamburg tidskriften "Minerva", vilken fortlevde långt efter hans död.